# Bernie Dexter
 Bernadette Belle é uma modelo pin-up americana.

## Biografia
Bernadette começou a ser chamada de Bernie por seu irmão e irmãs, assim que sua mãe a trouxe do hospital para casa. Sendo assim, ficou conhecida por todos como Bernie.
Sua mãe é de Oklahoma City e seu pai de Filipinas. Eles se conheceram em 1960 em uma boate, quando seu pai estava de licença da Marinha dos Estados Unidos. Sua mãe era uma dançarina na boate, ele se apaixonou por ela à primeira vista. Sua mãe se tornou uma dançarina burlesca quando tinha 17 anos.
Aos cinco anos, pediu à sua mãe para fazer aula de sapateado, continuo dançando durante dez anos. Aos doze anos, sua mãe a inscreveu no primeiro concurso de beleza. Continuou participando de concursos até quando tinha dezoito anos. 
Em 1991 se mudou para  Hollywood para tentar ser modelo. Assinou com uma agência imediatamente, mas percebeu que era impossível conseguir trabalho. "Era diferente naquela época, não havia internet então as pessoas não podiam ver do que eu era capaz". Com isso, decidiu ir para uma escola de cosmetologia. "Se eu não poderia estar na frente da câmera,fiquei feliz em estar nos bastidores". Diz Bernie.
Seu primeiro trabalho depois da escola foi em um salão de beleza em Melrose. Foi lá que aprendeu tudo sobre cabelo. Finalmente, decidiu ser freelancer em photoshoots, onde todos os pin-ups de modelagem apareceram, diz ter tido o privilégio de trabalhar com algumas das mulheres mais lindas do mundo. Tem trabalhado com Dita Von Teese (não sabia quem ela era, na época), Holly Madison, e outras.
Bernie mora em San Diego, California. 
Bernie atualmente namora com o tatuador e músico brasileiro Alex Ferrari (Lex Tats). 

## Carreira
Em uma noite, Danielle Bedics precisava de uma modelo de teste e Bernie se ofereceu.
Enviou as fotos para um concurso de pin-ups na web. Toneladas de trabalhos apareceram. "Eu tive também medo que ficassem desapontados quando me conheceram, mas não, eles ficaram muito felizes". Diz Bernie
Muitas pessoas a perguntavam "Por que pin up?". Ela simplesmente responde que adora se vestir estilo anos 1940 e 1950, roupas e lingerie.